# ガレノス (企業)
株式会社ガレノスは、食品の製造販売，医療用食品及びペットフードのインターネット販売，食品添加物の販売などを行っている日本の会社。徳島県徳島市に事業所を置く。

## 事業所
徳島県徳島市川内町加賀須野421番地1

## 沿革
- 1992年（平成4年）7月：会社設立。
- 1993年（平成5年）4月：たまごボーロの製造販売開始
- 2007年（平成19年）4月：医療用食品のインターネット販売開始
- 2015年（平成27年）2月：ペットフードのインターネット販売開始
- 2019年（平成31年）7月：事業所を移転。